# Бретань
Брета́нь (фр. Bretagne, брет. Breizh, ґалло Bertaèyn) — регіон на північному заході Франції на півострові Бретань, складає більшу частину однойменної історичної області, Омивається Ла-Маншем на півночі, Кельтським морем на заході та Біскайською затокою Атлантичного океану на півдні і є частиною французького регіону Гранд-Ост. Межує з регіонами Нормандія і Пеї-де-ла-Луар, це єдиний континентальний регіон Франції, де всі департаменти мають прямий вихід до моря. Столиця регіону — Ренн. Департаменти: Кот-д'Армор, Фіністер, Іль і Вілен і Морбіан. Площа регіону — 27 200 км². Покровителька — свята Анна.
Перше офіційне розмежування регіону було визначено міністерським декретом від 28 листопада 1956 року в рамках «регіональних програм дій»; його повноваження були розширені законами Дефферра в 1982 році.
Регіон Бретань іноді називають «адміністративною Бретанью», на відміну від «історичної Бретані» або «культурної Бретані», яка також включає регіон Атлантична Луара, і приналежність якого до решти адміністративного регіону обговорюється протягом десятиліть.

## Символіка
Бретонський прапор — «Gwenn ha du» (дослівний переклад з бретонської — «білий та чорний») створив у 1923 році Морван Маршал. Чотири білих смуги представляють бритські регіони і єпископства — Леон (фр. Leon), Треґор (фр. Tregor), Корнуай (фр. Cornouaill) і Ваннський регіон (фр. Vannetais). П'ять чорних смуг символізують регіони і єпархії, де говорять діалектами галло: Ренн (фр. Rennes), Нант (фр. Nantes), Дол (фр. Dol), Малуїн (фр. Malouin) та Пентьєвр (фр. Penthievre). Горностай був узятий із герцогського знамена. Сукупність їх утворює емблему, реалізовану з дотриманням геральдичних традицій, а саме: прапор ясний, видимий і його можна впізнати здалеку, виразний і такий, що дає уявлення про Бретань.
Національний Гімн: «Bro Gozh ma zadoù» (укр. Прадавня країна моїх батьків).
Девіз: Краще смерть, аніж ганьба.
Емблема: дрік.
Святий патрон: Святий Ів / St.Yves Helori. Відзначається 19 травня.

## Історія
Бретань була галло-римською провінцією Арморика після того, як була завойована Гаєм Юлієм Цезарем у 56 до н. е.
Була спустошена після відступу римлян.
Відновлена під іменем Бретань у 5 столітті кельтами, що мігрували з Британії після вторгнення туди англосаксів.
Упродовж Середньовіччя мала статус королівства й герцогства.
У 1532 р. приєднано до Франції, і від того часу бретонська мова і культура поступово відступає під натиском французької.
Після Другої світової війни у Бретані виник рух за незалежність або розширену автономію краю. (див. Бретонський націоналізм)

## Географія

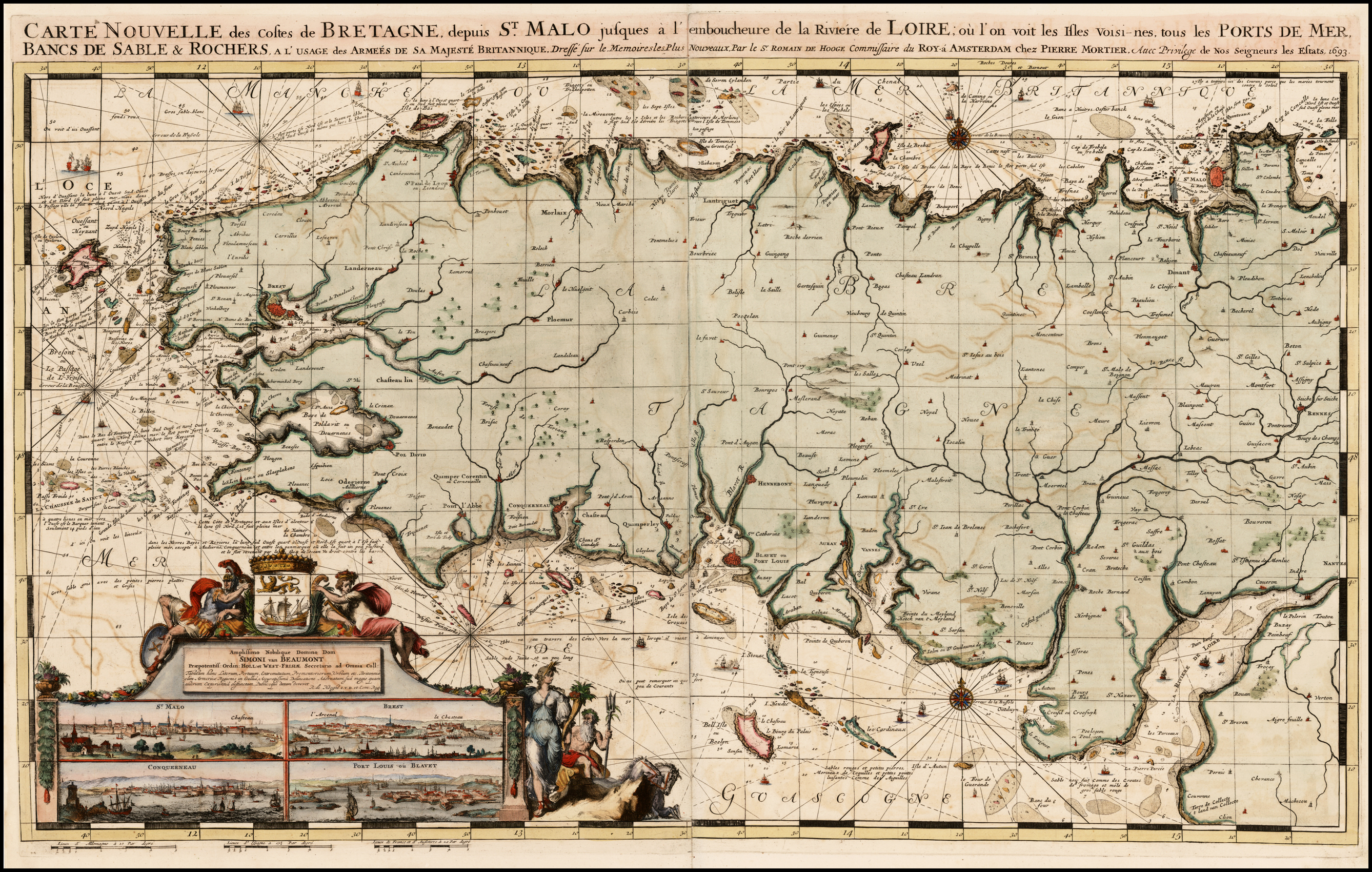
Мапа узбережжя Бретані з атласу «Le Neptune françois ou Atlas Nouveau des Cartes Marinesà l'usage des armées du roy de la Grande Bretagne», 1693

Бретань має найдовше узбережжя з-поміж регіонів Франції. Береги скелясті, розчленовані бухтами, оточені багатьма прибережними острівцями. Бретань зайнята Армориканською височиною (вис. до 391 м). Зарості вересу, торфові пустища, подекуди — дубові й букові ліси. Луки, пасовища, інші сільськогосподарські угіддя.

## Економіка
Основні галузі економіки Бретані — сільське господарство та харчова промисловість, також літній туризм на узбережжі. Останніми роками спостерігається зростання інвестицій у невиробничі сфери — послуги й торгівлю, а також провадиться диверсифікування галузей економіки, аби зменшити залежність місцевої економіки від сільського господарства та харчової промисловості.

### Транспорт
У Бретані є кілька аеропортів, що сполучають її з містами Франції та Великої Британії. Швидкісні потяги TGV сполучають регіон з Парижем, Ліоном, Марселем, Ліллем. Існує поромне сполучення з Ірландією, Великою Британією і Нормандськими островами.

## Населення

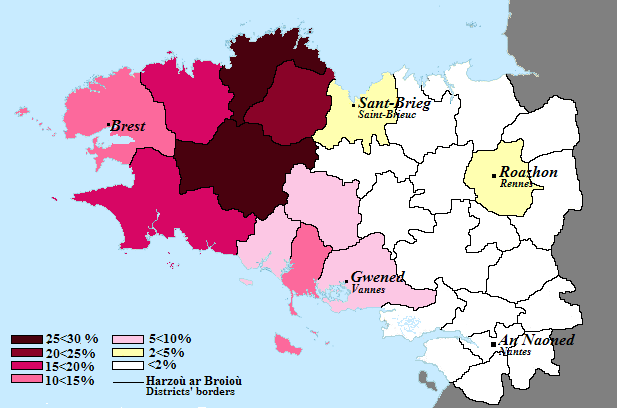
Кількість носіїв бретонської мови у відсотковому відношенні за департаментами Бретані (2004)

Основне населення регіону — бретонці, мова яких відноситься до кельтської групи; вони є нащадками кельтів, що переселилися з Британії. Проживають переважно у західних та південних департаментах Бретані. Крім бретонської, поширена французька (в основному у східних та північно-східних департаментах Бретані), а також галло як змішана романо-кельтська мова.

## Адміністративний поділ
До складу адміністративного регіону Бретань входять чотири департаменти:
| №  | Найменування                                          | Адміністративний центр                        |
| -- | ----------------------------------------------------- | --------------------------------------------- |
| 35 | Іль і Вілен (фр. Ille-et-Vilaine, брет. Il-ha-Gwilen) | Ренн (фр. Rennes, брет. Roazhon)              |
| 22 | Кот-д'Армор (фр. Côtes-d’Armor, брет. Aodoù-an-Arvor) | Сен-Бріє (фр. Saint-Brieuc, брет. Sant-Brieg) |
| 56 | Морбіан (фр. Morbihan, брет. Mor-Bihan)               | Ванн (фр. Vannes, брет. Gwened)               |
| 29 | Фіністер (фр. Finistère, брет. Penn-ar-Bed)           | Кемпер (фр. Quimper, брет. Kemper)            |

До історичної області Бретань належить також 5-й департамент — Атлантична Луара, що офіційно входить до складу регіону Пеї-де-ла-Луар.
| №  | Найменування                                                  | Адміністративний центр          |
| -- | ------------------------------------------------------------- | ------------------------------- |
| 44 | Атлантична Луара (фр. Loire-Atlantique, брет. Liger-Atlantel) | Нант (фр. Nantes, брет. Naoned) |

## Національна символіка Бретані
Бретонський прапор — «ar Gwenn-ha-Du» (у дослівному перекладі з бретонського — «білий і чорний») був створений у 1923 році Морваном Маршалом (Morvan Marchal). Чотири білі смуги представляють сучасні бретонські краї і єпископства — Ваннський край (фр. Vannetais — брет. Bro-Wened або Gwened), Корнуай (Cornouaille — Bro-Gernev або Kernev а також Bro-Gerne або Kerne), Леон (Léon — Bro-Leon або Leon) і Треґор (Trégor — Bro-Dreger або Treger). П'ять чорних смуг символізують регіони і єпархії «ґалло»: Дол (фр. Dol — ґалло Dou — брет. Bro-Zol або Dol), Нант (Nantes — Naunnt а Nàntt — Bro-Naoned або Naoned), Ренн (Rennes — Resnn — Bro-Roazhon або Roazhon), Сен-Брійо (Saint-Brieuc — Saent-Bérieu а Saent Berioec — Bro-Sant-Brieg або Sant-Brieg) і Сен-Мало (Saint-Malo — Bro-Sant-Maloù або Sant-Maloù). Горностай був узятий з герцогського прапора. Сукупність утворює емблему, реалізовану в дотриманні геральдичних традицій, а саме: прапор ясний, видимий і впізнаваний здалеку, виразний і такий, що дає уявлення про Бретань.
Національний гімн: «Bro Gozh ma zadoù» (укр. Прадавня країна моїх батьків).
Святий патрон: Святий Еруанн / Святий Ів; (брет. Sant Erwann (Erwan Helouri / Еруан Гелурі) — фр. St. Yves (Yves Hélory de Kermartin / Ів Гельорі де Кермартен)): він був священиком та адвокатом, н. 17 жовтня 1253, †19 травня 1303 (у с. «Kervarzhin er Vinic'hi» — Керварзін ер Вініхі, фр.: Kermartin en Minihy-Tréguier — Кермартен ан Мініі-Треґ'є, Кот-д'Армор). Свято — 19 травня.